# Aladzoa uniformis
Aladzoa uniformis är en insektsart som beskrevs av Rauno E. Linnavuori 1969. Aladzoa uniformis ingår i släktet Aladzoa och familjen dvärgstritar. Inga underarter finns listade i Catalogue of Life.